# Alleanza Securitas Esperia
A Alleanza Securitas Esperia, também conhecida como Allsecures, é um grupo bancário de seguros global que opera em proteção de seguros e gerenciamento de ativos.
Allsecures foi uma empresa de seguros da Itália, fundada em Roma no ano de 1933 por meio de uma fusão da Alleanza & Unione Mediterranea com a Securitas Esperia, parte do grupo Assicurazioni Generali.
Em 1965, era a trigésima companhia de seguros italiana por prêmios de seguro totais.
Foi incorporada ao grupo AXA em 1998.